# Campeonato Africano de Atletismo de 2022 - Arremesso de peso feminino
A prova do arremesso de peso feminino do Campeonato Africano de Atletismo de 2022 foi disputada no dia 8 de junho, no Complexo Esportivo Nacional Cote d'Or, em Saint Pierre, na Maurícia.

## Recordes
Antes desta competição, os recordes mundiais e do campeonato nesta prova eram os seguintes:
|                       | Nome               | Nacionalidade   | Distância | Local      | Data                |
| --------------------- | ------------------ | --------------- | --------- | ---------- | ------------------- |
| Recorde mundial       | Natalya Lisovskaya | União Soviética | 22m 63cm  | Moscou     | 7 de junho de 1987  |
| Recorde do campeonato | Vivian Chukwuemeka | Nigéria         | 18m 86cm  | Porto Novo | 1 de julho de 2012  |
| Recorde africano      | Vivian Chukwuemeka | Nigéria         | 18m 43cm  | Walnut     | 19 de abril de 2003 |

## Medalhistas
| Ouro                 | Prata              | Bronze                |
| Ischke Senekal (RSA) | Carine Mékam (GAB) | Zonica Lindeque (RSA) |

## Cronograma
Todos os horários são locais (UTC+4). 
| Data       | Hora  | Evento |
| ---------- | ----- | ------ |
| 8 de junho | 10:30 | Final  |

## Resultado final
A final ocorreu dia 8 de junho às 10:30.
| Posição           | Atleta            | Nacionalidade                  | #1    | #2    | #3    | #4    | #5    | #6    | Resultado | Notas |
| ----------------- | ----------------- | ------------------------------ | ----- | ----- | ----- | ----- | ----- | ----- | --------- | ----- |
| Medalha de ouro   | Ischke Senekal    | África do Sul                  | x     | x     | 12.88 | 15.95 | 16.40 | x     | 16.40     |       |
| Medalha de prata  | Carine Mékam      | Gabão                          | 14.87 | 15.57 | 15.75 | 15.23 | 15.02 | 15.87 | 15.87     |       |
| Medalha de bronze | Zonica Lindeque   | África do Sul                  | 14.51 | 14.74 | 15.31 | 14.30 | 15.79 | 15.00 | 15.79     |       |
| 4                 | Odile Ahouanwanou | Benim                          | 14.93 | –     | –     | 14.63 | 14.65 | –     | 14.93     |       |
| 5                 | Dane Roets        | África do Sul                  | 14.57 | 13.71 | 14.56 | 14.87 | 14.59 | x     | 14.87     |       |
| 6                 | Tuane Silver      | Namíbia                        | 13.52 | 13.62 | 13.76 | 13.78 | 13.70 | 13.43 | 13.78     |       |
| 7                 | Rosie Mulambavu   | República Democrática do Congo | x     | 9.77  | 9.49  | 6.69  | 9.69  | 10.25 | 10.25     |       |

Legenda
| Recorde mundial       | Recorde mundial (World record)               |                       | Recorde africano                      | Recorde africano (African) |                                           | Q | Classificado por posição (Qualified) |
| Recorde do campeonato | Recorde do campeonato (Championship record)  | Recorde da América    | Recorde da América (Americas)         | q                          | Classificado por melhor tempo (Qualified) |   |                                      |
| Melhor marca do ano   | Melhor marca do ano (World leading)          | Recorde asiático      | Recorde asiático (Asian)              | DNS                        | Não largou (Did not start)                |   |                                      |
| Recorde nacional      | Recorde nacional (National record)           | Recorde europeu       | Recorde europeu (European)            | DNF                        | Não terminou (Did not finish)             |   |                                      |
| Recorde pessoal       | Recorde pessoal do atleta (Personal best)    | Recorde da Oceania    | Recorde da Oceania (Oceania)          | DSQ / DQ                   | Desclassificado (Disqualified)            |   |                                      |
| Recorde da temporada  | Recorde da temporada do atleta (Season best) | Recorde sul-americano | Recorde sul-americano (South America) | NM                         | Sem marca (No mark)                       |   |                                      |